# Michael Kessens
Michael Karim Kessens, né le 16 février 1991 à Genève, dans le canton de Genève, est un joueur germano-suisse de basket-ball évoluant aux postes d'ailier fort et de pivot.

## Biographie

### Carrière universitaire
Entre 2012 et 2013, Michael Kessens joue pour les Lancers de Longwood à l'université Longwood.
Entre 2014 et 2016, il joue pour le Crimson Tide de l'Alabama à l'université de l'Alabama.
Entre 2016 et 2017, Kessens joue pour le Panthers de FIU à l'université de Florida International.

### Carrière professionnelle

#### Eisbären Bremerhaven (2017-2018)
Le 22 juin 2017, automatiquement éligible à la draft 2017 de la NBA, il n'est pas sélectionné.
Le 5 juillet 2017, Kessens signe son premier contrat professionnel avec l'équipe allemande de l'Eisbären Bremerhaven.

##### SC Rasta Vechta (2018-2020)
Le 10 juin 2018, il signe avec l'équipe allemande du SC Rasta Vechta (en).

#### Francfort Skyliners (2020-2021)
Le 6 août 2020, il signe avec l'équipe allemande des Francfort Skyliners.

#### Telekom Baskets Bonn (2021-2023)
Le 22 juin 2021, Kessens signe avec l'équipe allemande du Telekom Baskets Bonn.
Il remporte la ligue des champions 2022-2023 avec Bonn.

#### Paris Basketball (2023-2025)
Le 9 juillet 2023, Kessens signe un contrat avec l'équipe française du Paris Basketball.
Kessens quitte le Paris Basketball en janvier 2025 où son temps de jeu s'est réduit et rejoint l'ALBA Berlin,.

## Palmarès

### Universitaire
- Big South All-Freshman Team en 2013

### En club
- Vainqueur de la ligue des champions en 2023
- Vainqueur de la Leaders Cup 2024
- Vainqueur de l'EuroCup 2024

## Statistiques

### Universitaires
Les statistiques de Michael Kessens en matchs universitaires sont les suivantes :
| Saison    | Équipe                | Matchs | Titul. | Min./m | % Tir | % 3pts | % LF | Rbds/m. | Pass/m. | Int/m. | Ctr/m. | Pts/m. |
| --------- | --------------------- | ------ | ------ | ------ | ----- | ------ | ---- | ------- | ------- | ------ | ------ | ------ |
| 2012-2013 | Longwood              | 33     | 32     | 32,7   | 53,7  | 22,2   | 69,9 | 8,79    | 1,42    | 1,15   | 1,27   | 13,70  |
| 2014-2015 | Alabama               | 32     | 10     | 21,2   | 50,0  | 16,7   | 65,6 | 5,16    | 0,81    | 0,53   | 0,41   | 5,88   |
| 2015-2016 | Alabama               | 33     | 21     | 16,6   | 55,8  | 20,0   | 54,3 | 3,55    | 0,58    | 0,45   | 0,42   | 3,70   |
| 2016-2017 | Florida International | 29     | 29     | 30,2   | 56,5  | 23,5   | 69,1 | 8,97    | 1,14    | 0,90   | 0,55   | 12,93  |
| Carrière  | Carrière              | 127    | 92     | 25,0   | 54,2  | 21,2   | 66,9 | 6,55    | 0,98    | 0,76   | 0,67   | 8,95   |